# Куриля кон Монтевиаско
Курѝля кон Монтевиа̀ско (на италиански: Curiglia con Monteviasco; на ломбардски: Curìa cun Munviasch, Курия кун Мунвиаск) е община в Северна Италия, провинция Варезе, регион Ломбардия. Административен център на общината е село Куриля (на италиански: Curiglia), което е разположено на 670 m надморска височина. Населението на общината е 177 души (към 2017 г.).